# Hillegondakerk

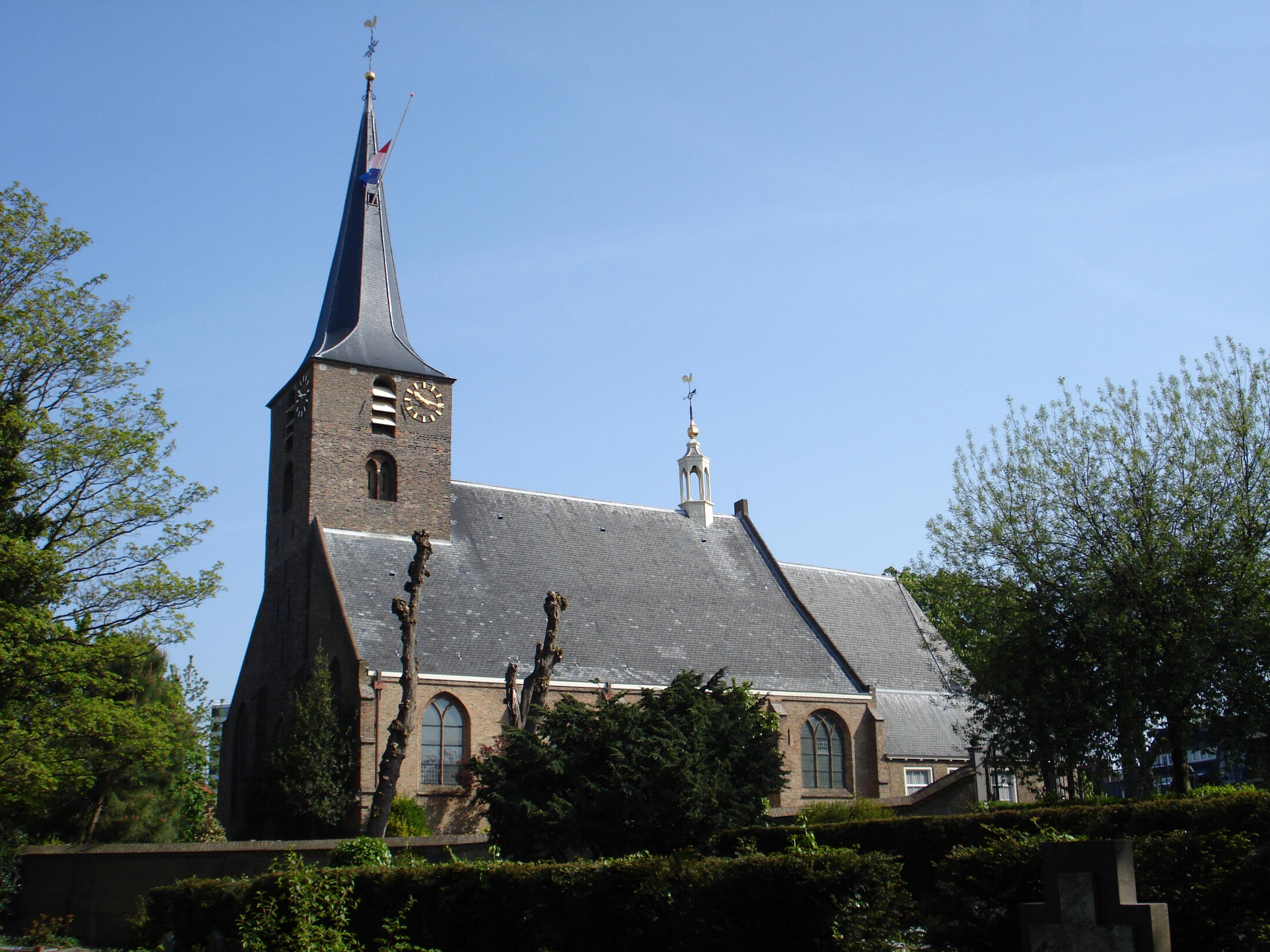
Hillegondakerk

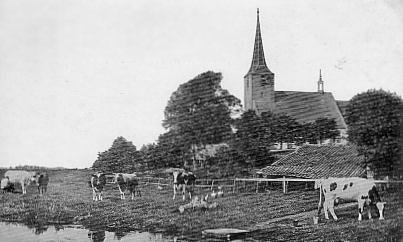
Hillegondakerk rond 1900

De Hillegondakerk is een Nederlands-hervormde kerk in Rotterdam-Hillegersberg en is de oudste kerk van Rotterdam. De kerk is aangewezen als rijksmonument.
De kerk is gebouwd op een donk, een zandrug in het veengebied. De exacte ouderdom van de kerk is niet vast te stellen. De oudste oorkonde over Hillegersberg stamt uit het jaar 993. In een oorkonde uit het jaar 1028 is sprake van een schenking aan de kerk van Rotta in 1025.
Op de donk stond ook een kasteel, Huis ten Berghe, dat in 1426 met de kerk werd verwoest door de Hoeken tijdens de Hoekse en Kabeljauwse twisten. Het kasteel waarvan bij de kerk een overblijfsel staat, is niet herbouwd; voor de herbouw van de kerk is gebruikgemaakt van de restanten van de kasteeltoren. De Hillegondakerk in zijn huidige vorm stamt ongeveer uit het jaar 1500. De restanten van het kasteel zijn in 1969/1970 archeologisch onderzocht.
In het interieur van de kerk zijn een aantal oude elementen aanwezig: een preekstoel uit 1631, een voorleeslessenaar uit 1724 en het orgel van Abraham Meere uit 1830 (gerestaureerd in 1982).
De naam Hillegondakerk gaat volgens de legende terug op de reuzin Hillegond, die haar schort met zand leegstortte in het veengebied om daar een huis te bouwen. In het Wapen van Hillegersberg komt dit motief terug. In katholieke kring ging men er aan het eind van de 19e eeuw van uit dat de naam verwees naar de heilige Hildegard van Bingen, aan haar werd in 1890 de St. Hildegardiskerk gewijd.
Allerheiligst Hart van Jezuskerk ·
Allerheiligste Verlosserkerk ·
Andreaskerk ·
Anglicaanse kerk Rotterdam ·
Arminiuskerk ·
Bergsingelkerk ·
Boezemsingelkerk ·
Bosjeskerk · 
Breepleinkerk ·
Deense Zeemanskerk ·
Engelse Zeemanskerk ·
Franse kerk ·
Grieks-orthodoxe kathedraal van Sint-Nicolaas ·
Grote kerk ·
Hillegondakerk ·
Hoflaankerk ·
Julianakerk ·
HH. Laurentius- en Elisabethkathedraal ·
 Koninginnekerk ·
Lourdeskerk ·
Lutherse kerk ·
Maranathakerk ·
Nieuwe Zuiderkerk ·
Noorse Zeemanskerk ·
Oosterkerk ·
Oude kerk Charlois ·
Oude of Pelgrimvaderskerk ·
Paradijskerk ·
Pauluskerk ·
Petrus' Bandenkerk ·
Putsepleinkerk ·
Russische-orthodoxe kerk Rotterdam ·
St. Mary's Church (Engelse kerk) ·
Schotse Zeemanskerk ·
Sint-Agathaklooster ·
Sint-Hildegardis en Antoniuskerk ·
Sint-Ignatiuskerk ·
Sint-Laurenskerk ·
Sint-Lambertuskerk ·
Sint-Rosaliakerk ·
Stieltjeskerk ·
Synagoge Boompjes ·
Waalse Kerk ·
Westerkerk ·
Wilhelminakerk ·
Zuiderkerk ·
Zweedse Zeemanskerk